# Li Zhe
Li Zhe (chinesisch 李喆, Pinyin Lǐ Zhé; * 20. September 1986 in Tianjin) ist ein chinesischer Tennisspieler.

## Karriere
Li Zhe spielt hauptsächlich auf der ATP Challenger Tour und der ITF Future Tour. Er feierte bislang sieben Einzel- und 34 Doppelsiege auf der Future Tour. Auf der Challenger Tour siegte er bislang dreimal in der Doppelkonkurrenz.
Auf der ATP World Tour gelangen ihm bisher noch keine größere Erfolge. Bei den China Open 2010 in Peking besiegte er mit seinem Partner Gong Maoxin in der ersten Runde das Duo Łukasz Kubot und Oliver Marach, sie schieden jedoch im Viertelfinale aus.
Weit erfolgreicher spielt Li Zhe im Davis Cup, wo er seit 2008 regelmäßig für die Chinesische Davis-Cup-Mannschaft zum Einsatz kommt. Von insgesamt 12 Spielen gewann er sechs, davon vier im Doppel und zwei im Einzel.

## Erfolge
| Legende (Anzahl der Siege)  |
| Grand Slam                  |
| ATP World Tour Finals       |
| ATP World Tour Masters 1000 |
| ATP World Tour 500          |
| ATP World Tour 250          |
| ATP Challenger Tour (6)     |

### Doppel

#### Turniersiege
| Nr. | Datum              | Turnier    | Belag     | Partner          | Finalgegner                       | Ergebnis         |
| --- | ------------------ | ---------- | --------- | ---------------- | --------------------------------- | ---------------- |
| 1.  | 21. August 2010    | Qarshi     | Hartplatz | Gong Maoxin      | Divij Sharan Vishnu Vardhan       | 6:3, 6:1         |
| 2.  | 18. September 2010 | Bangkok I  | Hartplatz | Gong Maoxin      | Yuki Bhambri Ryler DeHeart        | 6:3, 6:4         |
| 3.  | 7. Juni 2015       | Gimcheon   | Hartplatz | Jose Statham     | Dean O’Brien Ruan Roelofse        | 6:4, 6:2         |
| 4.  | 6. Mai 2016        | Rom        | Sand      | Bai Yan          | Sander Arends Sam Weissborn       | 6:3, 3:6, [11:9] |
| 5.  | 28. Juli 2018      | Granby     | Hartplatz | Alex Lawson      | JC Aragone Liam Broady            | 7:62, 6:3        |
| 6.  | 23. Februar 2019   | Bangkok II | Hartplatz | Gonçalo Oliveira | Enrique López Pérez Hiroki Moriya | 6:2, 6:1         |